# Виноградний провулок (Житомир)
Виноградний провулок — провулок у Корольовському районі міста Житомира.       

## Характеристики
Розташований у привокзальній частині міста, на Путятинці. Основна частина провулка бере свій початок з вулиці Івана Мазепи, прямує на північний схід та завершується Квітковим провулком. Має відгалуження довжиною 50 м, що прямує на північ та завершується кутком. Забудова — садибна житлова, що на початку провулка почала формуватися на початку XX ст. та сформувалась до кінця 1960-х років.      

## Історичні відомості
Провулок почав формуватися на початку ХХ століття. Брав початок від Міщанської вулиці (нині Івана Мазепи) та прямував углиб кварталу, між садибами, що розташовувалися вздовж нових вулиць Міщанської, Гоголівської, Кашперівської, розпланованих на вільних від забудови землях Путятинки до початку ХХ сторіччя згідно з генеральним планом 1853 року.   
Історична назва провулку — провулок Казімірського — походить від прізвища домовласника, який володів землями на розі сучасних вулиць Івана Мазепи та Бориса Тена. З цією назвою провулок показаний на плані 1915 року. Тривалий час провулок був значно коротшим та завершувався кутком. Саме таким провулок Казімірського (Казімірський) показаний на мапах першої половини ХХ століття. У наступні десятиріччя після Другої світової, забудова провулка продовжилася у північно-східному напрямку. На плані 1961 року провулок має трасу і забудову, аналогічні нинішнім та завершується з'єднанням з Квітковим провулком. На цей же план нанесене відгалуження, що до 1957 року називалось Виноградний проїзд.   